# Phyllophaga bellamyi
Phyllophaga bellamyi är en skalbaggsart som beskrevs av Robert Warner och Moron 1992. Phyllophaga bellamyi ingår i släktet Phyllophaga och familjen Melolonthidae. Inga underarter finns listade i Catalogue of Life.